# 西郡局
西郡局（?~1606年），本名不詳，又名於西郡之方，德川幕府初代將軍德川家康的第一個側室。父親是三河國西郡城城主，今川氏家臣鵜殿長忠，母不詳，不過於西郡的祖母是今川義元的妹妹。
永祿五年（1562年），家康攻打於西郡的父親鵜殿長忠的領地。之後，戰敗的長忠為了向家康證明自己的忠誠，將西郡嫁給家康做側室。這時家康二十一歲。
這個時候，家康的正室築山殿（瀨名姬）還留在駿府城做人質，因此西郡比瀨名姬早進入岡崎城（也有說是濱松城）。岡崎城（濱松城）時代的家康，側室只有於西郡一人。於西郡在永祿八年（1565年），家康二十四歲的時候，生下家康次女德川督姬。
天正十年（1582年），即將統一天下的織田信長，在京都的本能寺遭家臣明智光秀的突襲叛亂下身亡，得年四十九歲。信長死後，甲斐國和信濃國呈現無主狀態，鄰近這兩國的德川氏和北條氏於是開始爭奪。隔年，天正十一年（1583年），雙方議和。家康於是將於西郡的女兒督姬當作條件，嫁與北條氏政的嫡長子，北條氏直。
七年後，天正十八年（1589年），北條氏在小田原之戰後滅亡，氏政自盡，而督姬和氏直也被流放了。雖然後來家康有為女婿氏直謀得一萬石的領地，但是沒過多久，氏直便病沒了。
二十七歲的督姬成了寡婦，回到了德川家。三年後，三十歲的督姬再嫁池田輝政，後半生十分的安定。
於西郡自己則是在慶長十一年（1606年），去世於伏見城內，墓在京都的本禪寺。法名蓮葉院。

## 登場作品
影視劇
- 葵德川三代（2000年、NHK大河劇、演：岩本多代）
- 怎麼辦家康（2023年、NHK大河劇、演：北香那）